# Персіков Іван Семенович
Іван Семенович Персіков (23 лютого 1913, ст. Анжерська — 23 травня 1982, Одеса) — архітектор, головний архітектор Львова.

## Біографія
Народився 23 лютого 1913 року у станиці Анжерській. 1937 року закінчив архітектурний факультет Новосибірського інженерно-будівельного інституту. Головний архітектор Львова протягом 1951—1959 років. У 1951—1952 роках очолював львівське відділення Спілки архітекторів УРСР. Пізніше неодноразово обирався до складу правління. Спільно з архітектором Генріхом Швецьким-Вінецьким нагороджений премією за результатами конкурсу на проєкт споруди Львівського будівельного технікуму. Від 1961 року працював в Одесі. Спочатку начальником ГлавАПУ міськвиконкому, пізніше ГАПом в інституті «Курортпроект». Помер 23 травня 1982 року в Одесі.

## Роботи
- Проєкт річкового вокзалу, дипломна робота (1937)[2].
- Участь у проектуванні залізничного вокзалу в Новосибірську (1939)[6]
- Житловий будинок СибВО на вулиці Державіна в Новосибірську (1939—1940, співавтор Дмитро Агеєв)[7].
- Проєкти малоповерхових будинків для умов Західного та Східного Сибіру. Створені для конкурсу Новосибірського облвиконкому 1944 року. Проект 4-квартирного будинку відзначено третьою премією. Відомо також про 2-квартирний проєкт. Роботи експонувались у Будинку науки і техніки[8].
- Пам'ятник на могилі Ярослава Галана на Личаківському цвинтарі (1951).[9]
- Меморіальний комплекс «Пагорб Слави» (1952, співавтори Андрій Натальченко, Генріх Швецький-Вінецький)[10].
- Проєкт упорядкування площі перед пам'ятником Леніну у Львові (1952, співавтор Марко Юрчук)[5].
- Перебудова Єзуїтської колегії для потреб Львівського будівельного технікуму (1953, спільно з Генріхом Швецьким-Вінецьким)[5].
- Комплекс житлових будинків на нинішній вулиці Героїв УПА у Львові (1953)[11].
- Генеральний план Львова, затверджений 1956 року (співавтор В. Барабаш)[12].
- Проект типового спареного двоповерхового житлового будинку (бл. 1957, співавтори Ярослав Новаківський та Юрій Геліс). Тиражувався у Львові на вулиці Княгині Ольги[13].
- Пам'ятник у селі Григорівці Комінтернівського району на місці висадки десанту морської піхоти (1967, співавтори — архітектор Т. Сітарчук, художник Г. Добровольський)[14]

Будинок на вулиці Героїв УПА, 76 у Львові
Будинок на вулиці Героїв УПА, 78 у Львові
Колишня Єзуїтська колегія у Львові
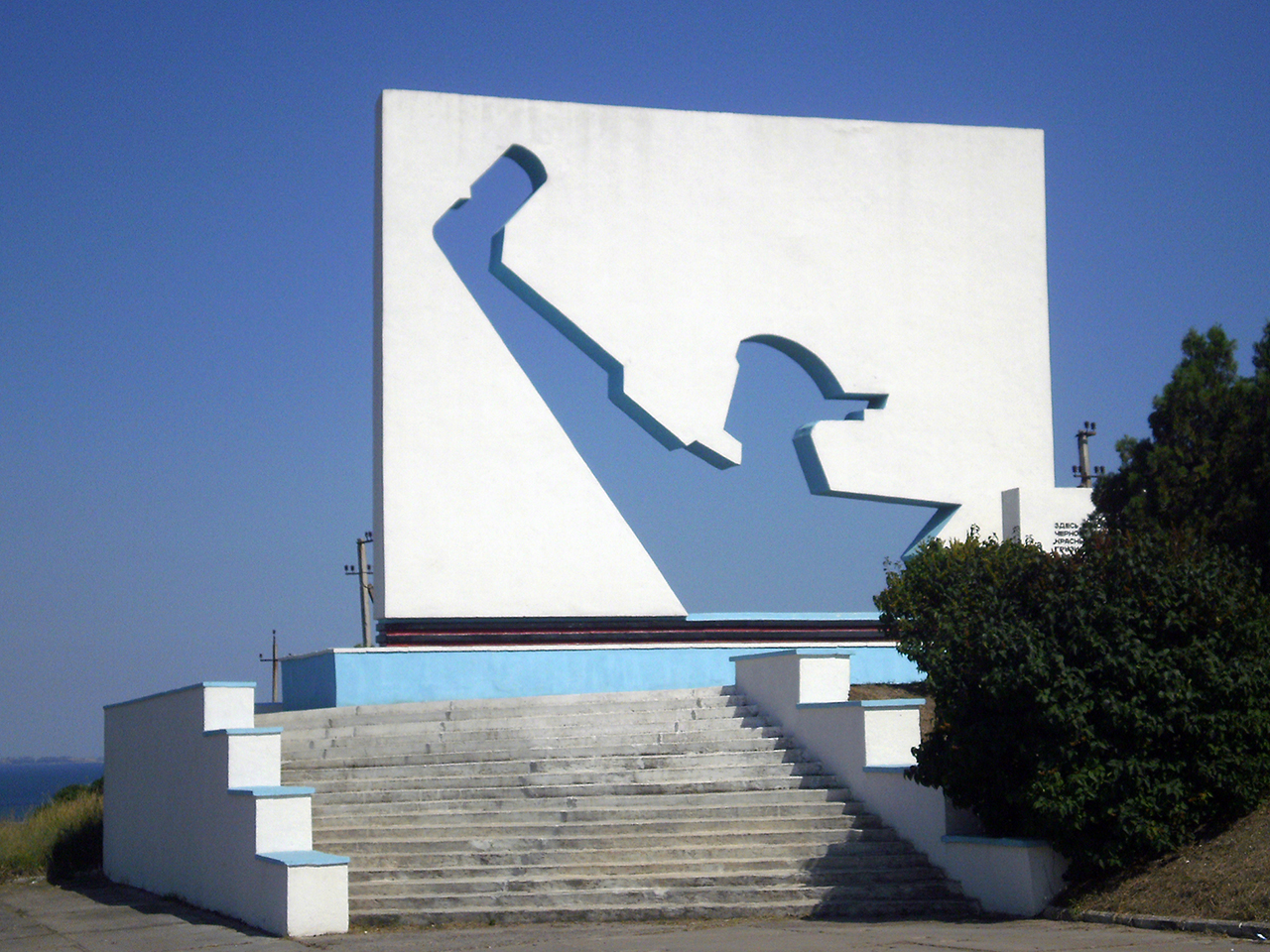
Пам'ятник у селі Григорівка